# Ezequiel Rétiz Gutiérrez
Ezequiel Rétiz Gutiérrez (Ciudad de México, México, 6 de diciembre de 1973) es un político y abogado mexicano, miembro del Partido Acción Nacional. Fue diputado federal al Congreso de la Unión, por el Distrito 24 del Distrito Federal para el periodo 2009-2012, y Diputado Local representando al distrito 27 del 2006 a 2009.

## Biografía
Ezequiel Rétiz Gutiérrez es licenciado en Derecho egresado de la Universidad Nacional Autónoma de México (UNAM). Además, es maestro en Derecho Constitucional Administrativo por la misma casa de estudios. Cuenta también con un diplomado en la Universidad Anáhuac Campus Sur.
De 1995 a 2004, ejerció de forma particular su profesión en el despacho Asesores Jurídicos, y a lo largo de su trayectoria política ha sido tres veces como representante del PAN ante el IFE en el Consejo Distrital XXXV. Además, ha tenido puestos como asesor y secretario técnico en la Asamblea Legislativa del Distrito Federal en la II y III Legislatura de la ALDF.
En el 2000, fue precandidato suplente a diputado local por el distrito XXVII del DF y, de 2007 al 2010, fue Consejero Regional del PAN en el Distrito Federal. Entre 2006 y 2009, fue elegido en el Distrito 27 Local para Diputado a la Asamblea Legislativa del Distrito Federal (ALDF), en donde presidió la Comisión de Normatividad Legislativa, de igual manera fungió como vicepresidente de la Comisión de Fomento Económico, y asimismo, fue integrante de las comisiones de Asuntos Político-Electorales y de Notariado. Entre 2009-2012 se desempeñó como Diputado Federal de la LXI Legislatura del Congreso de la Unión representando al distrito federal 24.
En las elecciones del 2012, encabezó la candidatura del PAN para Jefe Delegacional de Coyoacán en detrimento de Giovani Gutiérrez Aguilar (en aquel entonces, asambleísta local que también buscaba la candidatura, y quien ese mismo año renunció a su partido, se declaró diputado independiente en la Asamblea y, a la postre, se sumó a la coalición política integrada por el PRI y el Partido Verde). En dichos comicios, Rétiz Gutiérrez quedó segundo, con el 25.12% de la votación, 28 puntos por debajo del candidato de las izquierdas, Mauricio Toledo de la alianza Movimiento Progresista (PRD, PT, MC), que recibió el 53.20%.